# Verbascum bornmuellerianum
Verbascum bornmuellerianum är en flenörtsväxtart som beskrevs av Hub.-mor.. Verbascum bornmuellerianum ingår i släktet kungsljus, och familjen flenörtsväxter. Inga underarter finns listade i Catalogue of Life.